# Collines Larsemann

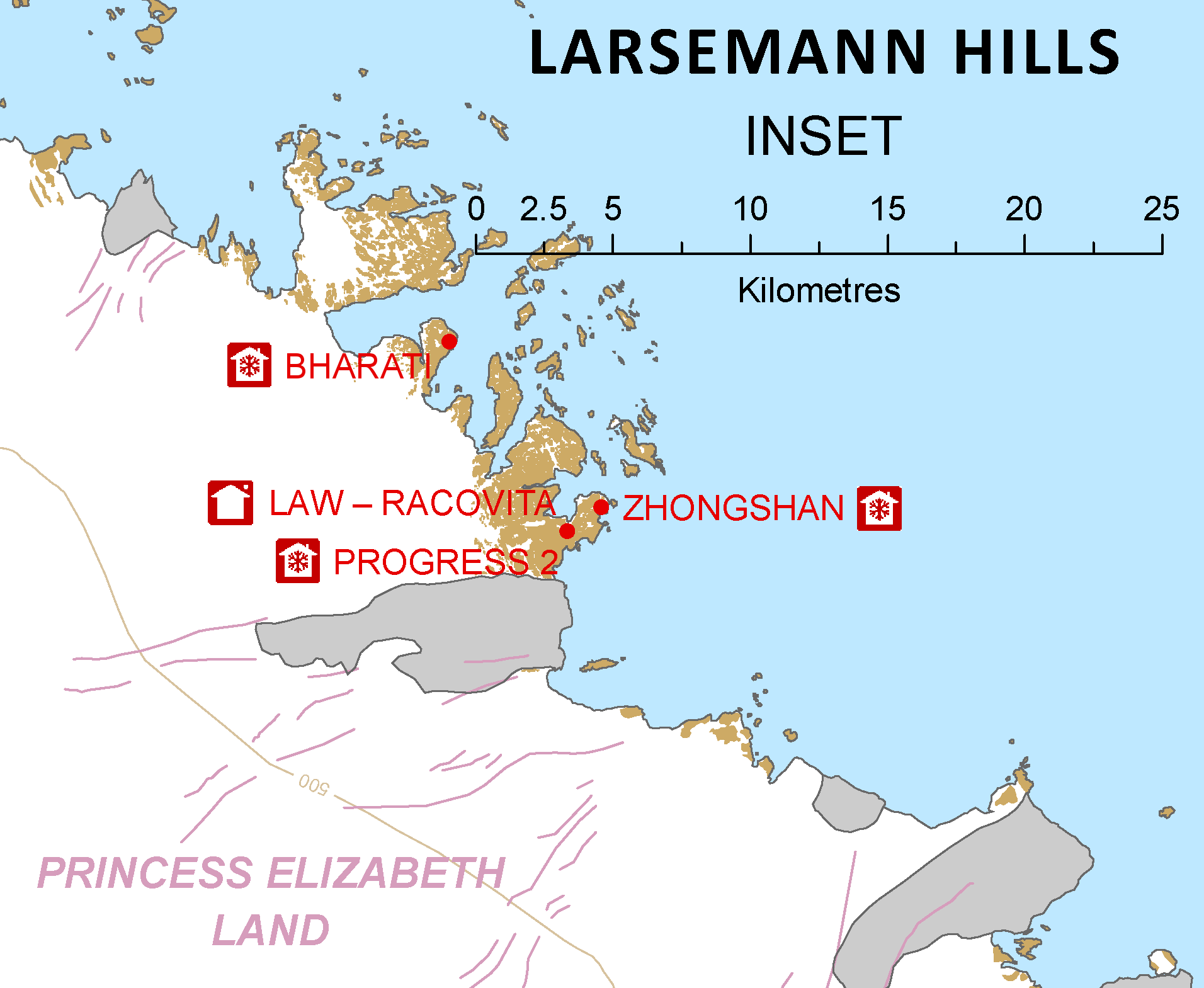
Collines Larsemann.

Les collines Larsemann (en anglais : Larsemann Hills) sont une série de collines côtières le long de la rive sud-est de la baie de Prydz, dans la Terre de la Princesse-Élisabeth, en Antarctique.
Elle s'étendent sur 17 kilomètres autour du glacier Dålk (en). Il s'agit d'un oasis antarctique.
Elles sont découvertes et baptisées en février 1935 par le capitaine Klarius Mikkelsen du baleinier Thorshavn sur demande de l'armateur et homme d'affaires norvégien Lars Christensen.
En 2014, la péninsule de Stornes dans les collines Larsemann est déclarée zone spécialement protégée de l'Antarctique en raison de sa diversité minérale.
Plusieurs stations de recherche se situent à proximité : Progress, Zhongshan, Law-Racoviță et Bharati notamment.